# Ланестер (кантон)
Ланестер (фр. Lanester) — кантон во Франции, находится в регионе Бретань, департамент Морбиан. Входит в состав округа Лорьян.

## История
До 2015 года в состав кантона входила только коммуна Ланестер.
В результате реформы 2015 года состав кантона был изменен: в него была добавлена коммуна Кодан.

## Состав кантона с 22 марта 2015 года
В состав кантона входят коммуны (население по данным Национального института статистики за 2019 г.):
- Кодан (6 920 чел.)
- Ланестер (23 214 чел.)

## Политика
На президентских выборах 2022 г. жители кантона отдали в 1-м туре Эмманюэлю Макрону 29,4 % голосов против 22,2 % у Марин Ле Пен и 21,9 % у Жана-Люка Меланшона; во 2-м туре в кантоне победил Макрон, получивший 62,3 % голосов. (2017 год. 1 тур: Эмманюэль Макрон – 28,0 %, Жан-Люк Меланшон – 22,2 %, Марин Ле Пен – 17,8 %, Франсуа Фийон – 14,4 %; 2 тур: Макрон – 72,0 %. 2012 год. 1 тур: Франсуа Олланд — 32,8 %, Николя Саркози — 20,7 %, Марин Ле Пен — 15,6 %; 2 тур: Олланд — 61,5 %).
С 2021 года кантон в Совете департамента Морбиан представляют член совета коммуны Кодан Ален Карис (Alain Caris) (Социалистическая партия) и бывший первый вице-мэр коммуны Ланестер Мирьян Коше (Myrianne Coché) (Разные левые).
|                | Кандидаты                      | Партия                        | Первый тур | Первый тур     | Второй тур | Второй тур |
| Кол-во голосов | Кандидаты                      | Партия                        | % голосов  | Кол-во голосов | % голосов  |            |
| -------------- | ------------------------------ | ----------------------------- | ---------- | -------------- | ---------- | ---------- |
|                | Ален Карис Мирьян Коше         | Разные левые                  | 2 668      | 35,95          | 3 804      | 50,03      |
|                | Фабрис Вели Клодин де Брасье   | Союз демократов и независимых | 2 843      | 38,31          | 3 800      | 49,97      |
|                | Северин Ле Ни Давид Межель     | Национальное объединение      | 1 266      | 17,06          |            |            |
|                | Жордан Ле Трионнер Виржини Мао | Непокорённая Франция          | 515        | 6,94           |            |            |
|                | Мари Майё Серж Шуффе           | Крайне правые                 | 130        | 1,75           |            |            |

|                | Кандидаты                       | Партия                  | Первый тур | Первый тур     | Второй тур | Второй тур |
| Кол-во голосов | Кандидаты                       | Партия                  | % голосов  | Кол-во голосов | % голосов  |            |
| -------------- | ------------------------------- | ----------------------- | ---------- | -------------- | ---------- | ---------- |
|                | Мари-Клод Годен Жерар Фалькеро  | Разные правые           | 3 250      | 31,21          | 6 296      | 72,93      |
|                | Ксавье Гийемо Лидия Ле Барс     | Национальный фронт      | 2 065      | 19,83          | 2 337      | 27,07      |
|                | Оливье Ле Мор Паскаль Одуэн     | Разные левые            | 2 000      | 19,20          |            |            |
|                | Аннаик Ле Моэль Рафлик Эрик Маэ | Социалистическая партия | 1 640      | 15,75          |            |            |
|                | Филипп Жюмо Надин Ле Боэдек     | Левый фронт             | 1 013      | 9,73           |            |            |
|                | Жан-Жак Вали Патрисия Риу       | Прочие                  | 446        | 4,28           |            |            |